# Douglas Vieira (fotbollsspelare)
Douglas da Silva Vieira, född 12 november 1987, är en brasiliansk professionell fotbollsspelare som spelar som en anfallare i J1 League-klubben Sanfrecce Hiroshima.  Han har tidigare varit proffs både i Brasilien och Sverige. I Sverige har han dock endast spelat en säsong. 2010 gjorde han ett mål på 13 allsvenska matcher för Kalmar FF i allsvenskan. 